# クロッフル
クロッフル（英語: croffle）は、クロワッサンとワッフルが合わさってできたペイストリーである。大韓民国で普及し、その後、世界中に広まった。このコンセプトは、ドミニク・アンセルによって考案されたクロワッサンとドーナツのハイブリッドであるクロナッツを想起させるものである。

## 概要
クロワッサンとワッフルは、どちらも朝食の定番メニューである。クロワッサンはバターの風味が強く、ワッフルはサクサクした食感を特徴としている。さらに、ワッフル状の形にすることで、シロップやソースなどのトッピングを受け止めることができる。アボカドやフェタチーズ、レモン味のチーズケーキやヌテラ、バナナといった甘いものや美味しいものと組み合わせることで様々な美味しさを楽しむことができる。

## 歴史
大韓民国で広まった食べ物であるが、アイルランドのパティシエでテレビ番組の司会者でもあるルイーズ・レノックス（英語: Louise Lennox）が、このお菓子を考案したと言われることもある。レノックスは、2017年にアイルランドのダブリンにおいてベーカリーチェーン「Cuisine de France」とコラボして「La Petite Boulangerie」というポップアップストアを出店した際に、主力商品としてクロッフルを販売している。しかしながら、2015年にニューヨークの「Food & Wine」が紹介した家庭料理の動画において、既にクロッフルの作り方が紹介されている。
2018年11月に、大韓民国・ソウルのカフェ「Aufglet」がクロッフルの販売を始めた。すると、2019年の初頭には、クロッフルの人気は街中に広がり、さまざまなカフェや屋台で提供されるようになった。2020年には、新型コロナウイルス感染症の世界的流行をきっかけとして、飛躍的に普及が進んだ。材料が簡単に手に入り、調理も比較的簡単だったため、家にいる人がクロッフルを作ってソーシャル・ネットワーキング・サービスにアップロードするようになったためである。2019年5月から2020年にかけて、ワッフルメーカーの売上が300％増加したという試算もある。2020年4月7日には、韓国の歌手・女優のカン・ミンギョンがインスタグラムに、クロッフルについて「本当に、とても、とても、とても、美味しい」と投稿した。 
その後、2020年にはクロッフルの人気はアメリカにも及び、ニューヨーク市クイーンズ区のフラッシング地区やロサンゼルスのコリア・タウンに登場した。その後も世界的に広がり続け、シンガポール、タイ王国、香港、カナダ、インドネシアなどの洋菓子店で提供されるようになった。2021年までには、TikTokやYouTubeなどのソーシャル・ネットワーキング・サービスのプラットフォームで人気を博し続けた。

## 作り方
クロッフルを作るためにはクロワッサンの生地が必要だが、これは手作りでも購入したものでも構わない。が、購入する方が現実的である。用意する生地の選択肢としては、ピルズベリーなどの市販のクロワッサン生地や、近所のパン屋の素焼きのクロワッサン生地がある。生地はクロワッサン状に巻かれている。そして、クロワッサン生地にグラニュー糖または粗糖の砂糖を巻き込んで、均一にコーティングする。これにより、クロッフルの外側をカリッとした黄金色に仕上げることができる。その生地をワッフルメーカーで焼き上げる。ワッフルメーカーは予め熱を通しておき、そこにクロワッサンを黄金色になるまで押し込んで焼き上げる。そして、様々なトッピングをして飾り付ける。